# Улица Цомака Гадиева (Владикавказ)
Улица Гадиева — улица в городе Владикавказ, Северная Осетия, Россия. Находится в Затеречном муниципальном округе между улицей Коцоева и Московским шоссе. Начинается от улицы Коцоева.

## Расположение
Улицу Гадиева с востока на запад пересекают улица Зангиева, проспект Коста, улицы Ардонская, Заурбека Калоева, Тургеневская, Гончарова, Гастелло и проспект Доватора.
От улицы Гадиева начинаются улицы Дивизии НКВД, Таутиева, Вадима Цомартова и Кырджалийская.
На пересечении с Московским шоссе находится Караван-Сарайное кладбище.

## История
Улица названа в честь осетинского поэта Цомака Гадиева (1883—1931).
Образовалась во второй половине XIX века. Впервые отмечена на Плане города Владикавказа «Карты Кавказского края» как Караван-Сарайная. Под этим же наименованием упоминается в Перечне улиц, площадей и переулков от 1911 и 1925 годов.
18 октября 1962 года решением Исполкома Орджоникидзевского городского совета Караван-Сарайная улица была переименована в улицу Гадиева.

## Достопримечательности
- д. 45 — памятник истории, объект культурного наследия. Дом, где в 1917 г. родился и до 1923 г. жил Герой Советского Союза Василий Петрович Ларионов[4].

## Источник
- Владикавказ. Карта города, 2011.
- Кадыков А. Н. Улицы, переулки, площади и проспекты г. Владикавказа: справочник. — Владикавказ: Респект, 2010. — С. 76 — 78. — С. 512 — ISBN 978-5-905066-01-6
- Торчинов В. А., Владикавказ., Краткий историко-краеведческий справочник, Владикавказ, Северо-Осетинский научный центр, 1999, стр. 91, 92, ISBN 5-93000-005-0